# Kampen (Nunatak)
Der Kampen (norwegisch für Hügelgipfel) ist ein etwa 1500 m hoher Nunatak im ostantarktischen Enderbyland. Er ragt rund 15 km südwestlich des Armstrong Peak auf.
Norwegische Kartographen, die ihn auch benannten, kartierten ihn 1946 anhand von Luftaufnahmen, die bei der Lars-Christensen-Expedition 1936/37 entstanden. 